# Ламар Кроусон
Джон Ламар Кроусон (англ. John Lamar Crowson; 27 травня 1926, Тампа — 25 серпня 1998, Йоханнесбург) — американський піаніст.
Навчався в Портленді в Рід-коледжі, потім під керівництвом Артура Бенджаміна, за яким пішов у Королівський коледж музики, де згодом з 1957 р. викладав. У 1952 році отримав диплом лауреата на Міжнародному конкурсі імені королеви Єлизавети. На ранньому етапі творчості виступав як соліст, в тому числі з такими диригентами, як Джон Барбіроллі, Даніель Баренбойм, П'єр Булез, Адріан Боулт, Колін Девіс і П'єр Монте.
Найбільшою мірою, однак, Кроусон отримав визнання як ансамблевий музикант, який виступав і записувався разом з кількома помітними камерними ансамблями, а також разом з такими солістами, як Жаклін дю Пре, Іцхак Перлман, Руджеро Річчі, Джанет Бейкер, Жерваз де Пейєр. Альфред Брендель в 1981 році назвав Кроусона «одним з кращих ансамблевих піаністів нашого часу».
З 1972 року Кроусон жив і працював переважно в ПАР, в 1980 році зайняв посаду професора в Кейптаунському університеті, а в 1996 році отримав від цього університету ступінь почесного доктора. Серед його учнів був, зокрема, Стівен Де Гроте.